# Ouro-Koura Agadazi
Ouro-Koura Agadazi est un homme politique et colonel togolais.

## Biographie
En février 2025, il devient ambassadeur du Togo en France.

## Distinctions
- 2017 :  Commandeur de l'ordre du Mono[2]
- 2022 : Prix africain du développement dans la catégorie « Meilleur artisan africain du secteur de la sécurité alimentaire »[3],[4]